# Stirlingmotor
En varmluftmotor med en gas, som undergår en Stirling-kredsproces, kaldes en Stirlingmotor. Stirlingmotoren er en ekstern forbrændingsmotor opfundet i 1816 af Robert Stirling, en skotsk præst, og ingeniør James Stirling. Opfindernes mål var dengang at skabe et sikrere alternativ til dampmaskiner, hvis kedler ofte eksploderede pga. for højt damptryk og primitive materialer.

I Stirlingmotorer er en varmeregenerator en indretning, som kan genindvinde noget af energien i temperaturforskellen, når gassen flyttes mellem det varme og køligere kammer. Varmeregeneratoren kan være et metaltrådsnet, men kan med fordel i 2 og især 4-cylindrede Stirlingmotorer udformes som en modstrømsvarmeveksler. Selv hvis der ikke er en eksplicit varmeregenerator, vil dele af Stirlingmotoren fungere som en sådan, men med ringere effektivitet.
Den ideelle Stirlingmotor-kredscyklus har samme effektivitet som en Carnot-varmluftmotor for samme input og output-temperaturer. Den termodynamiske effektivitet er højere end for dampmaskiner.
Fordi varmevekslere separerer arbejdsgassen fra varmekilden og kølekilden, kan mange forskellige typer brændsler og solenergi anvendes; selv spildvarme kan anvendes.
Stirlingmotorer kan også anvendes som varmepumper, idet tilført mekanisk energi kan omsættes til at pumpe varme med høj effektivitet. Det er i mange år blevet anvendt til kryogene anvendelser.

## Stirlingmotor-typer
Stirlingmotorer kan klassificeres i 3 hovedtyper:
- En alfa Stirlingmotor indeholder 2 separate tætte stempler, der begge fungerer som arbejdsstempler og gasfortrængningsstempler, et "varmt" stempel(kammer) og et "koldt" stempel(kammer). Denne motortype har et højt effekt-til-rumfangsforhold, men den har tekniske problemer pga. det varme stempels høje temperaturer og stempelforing. Animation.[3][4][5]

- En beta Stirlingmotor har et enkelt arbejdsstempel koaksialt (i samme akse) som et gasfortrængerstempel. Gasfortrængerstemplet udvinder ingen mekanisk energi, dets formål er alene at flytte gassen frem og tilbage mellem det varme og kølige kammer. Denne motortype behøver ingen stempelforing i det varme kammer og kan opnå høje kompressionsforhold pga. at stemplerne kan have overlappende bevægelser. Animation.[6][7]

- En gamma Stirlingmotor er simpelthen en beta Stirlingmotor, hvor arbejdsstemplet ikke er placeret i samme akse som gasfortrængerstemplet. Dette er mekanisk simplere og anvendes ofte i flercylindrede Stirlingmotorer, men resulterer i mindre kompressionsforhold.[8]

En alfa eller gamma Stirlingmotor med eksternt flydende arbejdsstempel (pumpe) kaldes en fluidyne.
En beta eller gamma Stirlingmotor, hvor fortrængerstemplet er udskiftet med termoakustiske bølger hedder en termoakustisk Stirlingmotor.

### Lav temperaturforskel Stirlingmotor
Stirlingmotorer som kan køre på lave temperaturforskelle (fx 5 °C) mellem det køligere og varmere kammer, kaldes LTD-Stirlingmotorer hvor LTD er forkortelsen for det engelske Low Temperature Difference også set som Low Temperature Differential.
Der er blevet lavet en selektiv overflade, som holder overfladen 9 F [=5 °C] koldere end omgivelsestemperaturen både om natten og dagen. Overfladematerialet er gennemsigtigt overfor termisk-IR og reflekterende overfor sollys. I princippet betyder det at en LTD-Stirlingmotor kan køre på temperaturforskellen på 5 °C mellem et kammer med den selektive kølende overflade - og et andet kammer med sort overflade med god kontakt til luften. En LTD-Stirlingmotor med sådanne kammeroverflader vil kunne køre både nat - og (en overskyet) dag.

## Virkemåde – beta stirlingmotor
I en encylindret beta Stirlingmotor er der 2 stempler kaldet: Gasfortrængerstemplet (VK) og arbejdsstemplet (AK). Stemplernes bevægelse er indbyrdes faseforskudt ca. 90 grader og som svarer til en vinkelforskel på svinghjulet. Gasfortrængerstemplet har en længde, som sikrer at arbejdsgassen ikke samtidig er i åben kontakt med varmekammer (rød) og kølekammer (lyseblå). I de tilfælde hvor gasfortrængerstemplet er utæt har gasfortrængerstemplet en større eller mindre varmeregeneratorvirkning. Varmeregeneratorens opbygning bør ikke lede varmen i rørhulrummenes retning, selvom gassen løber gennem her, men derimod gerne på tværs af rørhulrummene, men det er ikke et krav. Derimod er det vigtigere at varmeregeneratorens minivarmelagre har en god kontakt til den gennemstrømmende gas og med så lidt, men passende turbulens. Nogle laver varmeregeneratoren som en vandret stak af metaltrådnet.
Stirlingmotorens termodynamiske kredsproces består af 4 termodynamisk processer, som beskrives sammen med tegninger fra arbejdsfasernes yderpunkter.
 
Det antages at trykket på ydersiden af arbejdsstemplet er en middelværdi af trykket indeni cylinderen.
Billede 1: Stirlingsmotorens arbejdsgas er hovedsageligt i varmekammeret (røde) og trykket i cylinderen er det højeste i hele kredsprocessen.
Termodynamisk proces 1→2: Det ideelt set tætte arbejdsstempel (AK) får i denne isoterme proces lov at skubbe sig udad og arbejdsgassen omdanner herved lidt af varmeenergien til mekanisk arbejde, der øger svinghjulets rotationsenergi. Gasfortrængerstemplet (VK) bevæger sig kun lidt, fordi det er 90° ude af fase med (AK).
Termodynamisk proces 2→3: Svinghjulet drejer i denne fase pga. svinghjulets rotationsenergi videre. Det utætte gasfortrængerstempel (VK) flytter arbejdsgassen fra det varme kammer (rød) til det køligere (lyseblå). Gassen afgiver varme til varmeregenerator, mens den løber igennem. Kammeret køles, fordi køleribberne (blålilla) har en god varmekobling til omgivelserne. Arbejdsstemplet bevæger sig kun lidt, så arbejdsgassens rumfang er stort set konstant (isochor proces), så trykket falder.
Billede 3: Stirlingsmotorens arbejdsgas er hovedsageligt i det kølige kammer (lyseblå) og trykket i cylinderen er det laveste i hele kredsprocessen.
Termodynamisk proces 3→4: I denne fase vil det tætte arbejdsstempel (AK) blive skubbet indad grundet det højere tryk udenfor cylinderen og dermed øges svinghjulets rotationsenergi. Ideelt set vil finde en isoterm proces sted i arbejdsgassen. Gasfortrængerstemplet (VK) bevæger sig kun lidt i denne fase.
Termodynamisk proces 4→1: Svinghjulet drejer i denne fase pga. hjulets rotationsenergi videre og trækker det utætte gasfortrængerstempel opad, så arbejdsgassen flyttes til det varme kammer (rød). Gassen henter varme fra varmeregenerator, mens den løber igennem. I denne fase bevæger arbejdsstemplet (AK) sig næsten ikke. Ideelt set er rumfanget konstant (isochor proces) og opvarmningen gør at trykket stiger.

## Virkemåde – gamma Stirlingmotor
I en tocylindret gamma Stirlingmotor er der 2 stempler med hver deres formål: Gasfortrængerstemplet (3) og arbejdsstemplet (1). Stemplernes bevægelse er indbyrdes faseforskudt ca. 90 grader. Gasfortrængerstemplet har en længde, som sikrer at arbejdsgassen ikke samtidig er i åben kontakt med varmekammer (nedenfor stempel) og kølekammer (ovenfor stempel). Der er ingen egentlig varmeregenerator, men stempeloverfladen tættest ved cylindervæggen har en mindre regeneratorvirkning pga. den her forbipasserende gas. 
Gamma Stirlingmotorens arbejdsgang kan ligesom de andre Stirlingmotortyper opdeles i 4 termodynamiske processer.

## Anvendelser

### Stirlingmotor som mekanisk generator
Drejer Stirlingmotor akslen på grund af en temperaturforskel, virker den som en mekanisk motor og energien fås i processen: Overførsel af varme fra et varmereservoir (varmt) til et andet varmereservoir (koldt). 
En del af varmeenergien, vil under overførslen blive lavet om til mekanisk energi, med en øvre virkningsgrad bestemt af Carnot's formel: Effektivitet(%)= 100*(1-Tkold/Tvarm), Varmereservoir temperaturerne Tvarm og Tkold skal sættes ind i formlen i Kelvin. Kelvin = Celsius + 273,16.

### Stirlingmotor som varmepumpe
Drejer man motorakslen den modsatte vej, vil Stirlingmotoren pumpe varme den modsatte vej, fra et varmereservoir (f.eks. koldt) til det andet varmereservoir (f.eks. varmt) - og virker herved som en varmepumpe. Det vil sige at den kan anvendes til køling (køleskabe) og/eller opvarmning af boligen. Formel: Varmepumpningseffektivitet(%)= 100/(1-Tkold/Tvarm).
Det overraskende er, at der via en varmepumpe bliver pumpet mere varmeenergi, end der tilføres mekanisk via akslen. F.eks. vil en ideel varmepumpe kunne pumpe ca. 9 gange så meget varme som der til føres mekanisk, når Tkold = -10 °C og Tvarm = 20 °C. Med kompressorbaserede varmepumper, er det almindeligt med en faktor 2 til 3.
Man får derfor mere varme ved at pumpe det med en varmepumpe, end ved at omsætte energi direkte til varme (brødrister, el-radiatorer, olie- og gasfyr,...).

### Eksempler

#### Vandkogning på havet
En ideel varmepumpe kan pumpe ca. 3,7 gange så meget varme, som der til føres mekanisk, når Tkold = Tvand = 0 °C ca.= 273 K og Tvarm = 100 °C = ca.= 373 K. Varmepumpningseffektivitet(%)= 100/(1-273/373) ca.= 370%.
Man skal dog huske på, at ved opvarmning at et varmereservoir fra en lavere til en højere temperatur, f.eks. opvarmning af vand fra 10 °C til kogepunktet ca. 100 °C, så vil varmepumpningens effektivitet ved start være højere end varmepumpningens effektivitet ved slut, når det ene varmereservoir har nået ca. 100 °C. Derfor vil den gennemsnitlige varmepumpningseffektivitet for hele opvarmningen ligge mellem varmepumpningseffektiviteten ved start og slut.

#### Mekanisk energi fra solfanger
Mekanisk energi fra havet og en termisk-solfanger: En ideel Carnot-maskine kan ideelt hente mekanisk energi fra varmeforskellen mellem havvand og solfangervand, når Tkold = Tvand = 10 °C ca.= 283 K og Tvarm = 100 °C = ca.= 373 K. Mekanisk energi effektivitet(%)= 100*(1-283/373) ca.= 24%.
Er solfangeren under tryk, så vandet kan komme op på 200 °C, så er den ideelle mekaniske energieffektivitet(%)= 100*(1-283/473) ca.= 40%.

#### Hybridbil der drives af en Stirlingmotor
I november 2007 er der lavet en prototype af en hybridbil der drives af en Stirlingmotor.
 
Hybridbil kan bidrage med elektricitet, da den har et 230V udtag på 500-2000W.

#### Næsten lydløs fremdrivning
Svenske ubåde af (seneste) type (Gotland-klassen) benytter en stirlingmotor til fremdrift i neddykket tilstand samt til elproduktion. Udover at gøre fartøjets fremdriftssystem uafhængig af ilt, bevirker det derudover, dels at rækkevidden neddykket forlænges sammenlignet med batteridrift og dels at disse fartøjer er meget lydsvage sammenlignet med andre typer af fartøjer og meget svære at opdage med en hydrofon.